# Сельское поселение село Гижига
Се́льское поселе́ние «село Ги́жига» — упразднённое муниципальное образование в Северо-Эвенском районе Магаданской области Российской Федерации.
Административный центр — село Гижига.

## История
2 января 1958 года Указом Президиума Верховного Совета РСФСР Верхне-Гижигинский сельсовет Северо-Эвенского района был переименован в Гижигинский сельсовет.
Статус и границы сельского поселения установлены Законом Магаданской области от 28 декабря 2004 года № 511-ОЗ «О границах и статусе муниципальных образований в Магаданской области»..
Законом Магаданской области от 8 апреля 2015 года № 1884-ОЗ, 1 мая 2015 года городское поселение «посёлок Эвенск», сельские поселения «село Верхний Парень», «село Гарманда», «село Гижига» и «село Чайбуха» преобразованы, путём объединения, в муниципальное образование «Северо-Эвенский городской округ» с административным центром в посёлке Эвенск.

## Население
| 2010 | 2012 | 2013 | 2014 | 2015 |
| ---- | ---- | ---- | ---- | ---- |
| 325  | ↘288 | ↘269 | ↘259 | ↘245 |

## Состав сельского поселения
| № | Населённый пункт | Тип населённого пункта       | Население |
| - | ---------------- | ---------------------------- | --------- |
| 1 | Гижига           | село, административный центр | ↘98       |